# Carola Cicconettiová
Carola Cicconettiová (* 3. ledna 1962 Řím, Itálie) je bývalá italská sportovní šermířka, která se specializovala na šerm fleretem. Itálii reprezentovala v sedmdesátých a osmdesátých letech. Na olympijských hrách startovala v roce 1984 v soutěži jednotlivkyň a družstev. V roce 1983 obsadila druhé místo na mistrovství světa a Evropy v soutěži jednotlivkyň. S italským družstvem fleretistek vybojovala v roce 1982 a 1983 titul mistryň světa.